# Gai Juni
Gai Juni (llatí: Gaius Junius) va ser un magistrat romà. Formava part de la gens Júnia. Va ser edil curul, però no se'n coneix l'any. Va deixar un fill que portava el mateix nom.
Va ser el president (en qualitat de judex quaestionis) de la cort que va condemnar a Escamandre, Fabrici i Estaci Albi Opiànic per l'intent d'enverinar a Cluenci l'any 74 aC. Es va creure sense gaires dubtes que la condemna s'havia obtingut per suborn i el jutge Gai Juni va ser un dels més sospitosos. Es va produir una gran indignació i Juni es va haver de retirar de la vida pública. La locució Judicium Junianum (judici junià) es va convertir en un sinònim de judici corrupte.